# Shanli, Heilongjiang
Shanli (kinesiska: 山里, 山里乡) är en socken i Kina. Den ligger i provinsen Heilongjiang, i den nordöstra delen av landet, omkring 540 kilometer öster om provinshuvudstaden Harbin. Antalet invånare är 5 951. Befolkningen består av 2 911 kvinnor och 3 040 män. Barn under 15 år utgör 17,0 %, vuxna 15-64 år 77 %, och äldre över 65 år 5,0 %.
Genomsnittlig årsnederbörd är 874 millimeter. Den regnigaste månaden är juli, med i genomsnitt 189 mm nederbörd, och den torraste är januari, med 10 mm nederbörd.